# Herbert Grigers

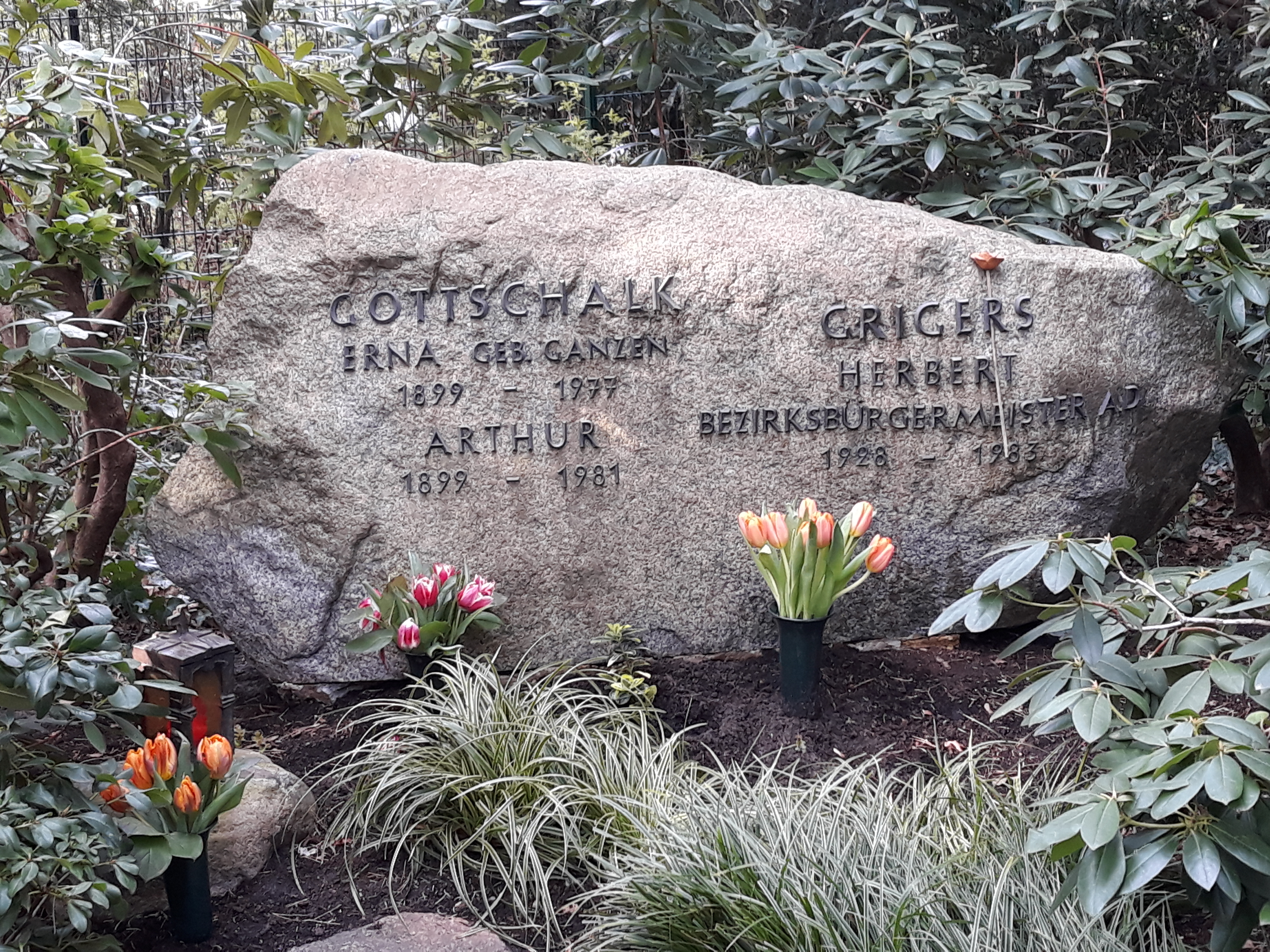
Das Grab von Herbert Grigers auf dem Friedhof Hermsdorf in Berlin.

Herbert Grigers (* 25. Februar 1928 in Gleiwitz, Oberschlesien; † 22. Mai 1983 in Berlin) war ein deutscher Politiker der SPD und Aufsichtsratsmitglied der GeSoBau.
Herbert Grigers war Baustadtrat in Berlin-Charlottenburg. Danach war er von 1970 bis 1981 Bezirksbürgermeister von Reinickendorf. In dieser Zeit förderte er die partnerschaftlichen Kontakte nach Greenwich (Großbritannien), Antony (Frankreich) und  zu der israelischen Stadt Kirjat Ata. Während seiner Amtszeit wurden der Ausbau des Märkischen Viertels vorangetrieben, die Autobahn durch Reinickendorf nach Heiligensee gebaut und die Entscheidung für die Internationale Bauausstellung am Tegeler Hafen gefällt. Er förderte den Ausbau der Phosphateliminationsanlage am Tegeler See, um den Fluss vor dem Umkippen zu bewahren und als Trinkwasserreservat zu sichern.